# João Marques de Oliveira
João Joaquim Marques da Silva Oliveira, né le 23 aout 1853 à Porto où il est mort le 9 octobre 1927, est un artiste-peintre naturaliste portugais.